# 隐柱兰属
隐柱兰属（学名：Cryptostylis）是兰科下的一个属，为陆生兰。该属共有约20种，分布于大洋洲与热带亚洲。